# PzH 2000
Panzerhaubitze 2000 (PzH 2000; тр. «Панцергаубіце») — 155-мм САУ, розроблена німецьким концерном Krauss-Maffei Wegmann і прийнята на озброєння бундесверу восени 1998. У її розпорядженні — ствол довжиною 52 калібри (8 м), автоматична система заряджання з боєкомплектом у 60 снарядів і 228 модульних метальних зарядів плюс сучасна точна система наземної навігації.
САУ використовує значна кількість країн. 21 червня 2022 року стало відомо про отримання Збройними силами України перших PzH 2000 із підготовленими українськими екіпажами.

## Історія розробки
PzH-2000 розроблена німецьким концерном Krauss-Maffei Wegmann і почала надходити до частин бундесверу восени 1998 замість 155-мм самохідних гаубиць M109, а також 155-мм гармат FH70, які поступово виводять зі служби. Рішення про початок робіт над зброєю прийняли в середині 1970-х років, коли невдачею завершилася німецько-англо-італійська програма з розробки 155-мм самохідної гармати-гаубиці SP70. Перші 14 серійних установок PzH-2000 скерували до розквартированого в Касселі 345-го артилерійського батальйону наприкінці 1998 р.
Створення самохідки велося на конкурсній основі двома консорціумами: до складу першого («Південь») увійшли фірми Porsche, Rheinmetall і Krauss-Maffei, другого («Північ») – MacDill, Rheinmetall і Wegmann. Замовник не обмежував свободу розробників, вимагаючи дотримання лише двох ключових умов – використовувати в артсистемі новий ствол довжиною 52 калібри та розташувати силову установку в передній частині шасі. Новий ствол забезпечував ведення вогню стандартними (неактивно-реактивними) боєприпасами НАТО на дальність в 30 км (проти 24 км у FH70 і SP70). Кормове розташування бойового відділення дозволяло скоротити виліт більш ніж восьмиметрового ствола гармати, а також залишало достатній простір для розміщення автомата заряджання, боєукладки на 60 пострілів і екіпажу.
З метою здешевлення у новій САУ застосували шасі наявних танків. «Південні» зробили ставку на високі ходові характеристики, взявши за основу шасі Leopard 2, а «північні» визнали головною перевагою дешевизну, використавши шасі Leopard 1 (його довелося подовжити до семи катків). Для обох варіантів був обраний однаковий двигун – 8-циліндровий дизель МВ 881 Ка-500 потужністю 1000 к.с. Гідромеханічна трансмісія Renk HSWL 284 забезпечувала чотири передачі вперед і дві – назад.
Порівняльні випробування прототипів показали, що САУ «південних» перевершує конкурента за рухливістю та  прохідністю, але артилерійська частина була краще у виробу консорціуму «Північ». Перемогли «північні» – адже завдання передбачала створення саме артилерійської установки. Генеральним підрядником став Wegmann, який виготовляв башту та здійснював остаточний монтаж САУ. Шасі постачала фірма MAC GmbH.
Для остаточного відпрацювання конструкції в 1991—1993 роках виготовили чотири прототипи PzH 2000 (РТ01-РТ04). Машина РТ02 пройшла розширені ходові випробування в 41-му випробувальному центрі (місто Трір). У 91-му випробувальному центрі у місті Меппен проводилися вогневі випробування з використанням прототипу РТ01. Після їх успішного завершення самохідки РТ01 та РТ02 передали в 95-й артилерійський дивізіон (при Артилерійській школі сухопутних військ) для військових випробувань, що проходили з листопада 1994 по березень 1995 року. Гаубиці обслуговувалися змішаними екіпажами, що включали контрактників і військовослужбовців строкової служби. На випробуваннях перевірялася можливість сполучення обладнання PzH 2000 з тактичною системою управління артилерією ADLER, а також можливість застосування режимів ведення вогню, необхідних замовнику.
Прототипи повністю виправдали очікування. Була досягнута така скорострільність: 3 постріли за 9,2 сек (норматив – 10 сек), 8 – за 51,4 сек (норматив – 60 сек), 20 – за 2 хв 30 сек (норматив – 3 хв). Випробування підтвердили принципову можливість виконання вогневих завдань екіпажем всього з двох чоловік завдяки високій автоматизації управління й ведення вогню. В ході чергового туру вогневих випробувань в жовтні 1997 року були досягнуті ще більш високі показники скорострільності: 12 пострілів за 59,74 сек і 20 пострілів за 1 хв 47 сек – без сумніву, феноменальний результат.
Прототипи РТ03 та РТ04 в 1994—1995 роках проходили випробування в екстремальних кліматичних умовах. На полігоні Шайло (Канада) перевірялася працездатність PzH 2000 в умовах низьких температур (-30°С і нижче), а на полігоні Юма (штат Арізона, США) машини випробовувалися в умовах пустелі при сильній запиленості та високих температур повітря. Результати як ходових, так і вогневих випробувань були визнані відмінними.
У червні 1996 року один із прототипів PzH 2000 демонструвався на виставці «Євросаторі-96» в Ле Бурже. Перед цим, в березні, був підписаний контракт, який передбачав постачання бундесверу 185 серійних самохідних гаубиць. Випуск PzH 2000 почався в 1998 році.

### Назва
Система отримала позначення Panzerhaubitze 2000, що символізувало те, що самохідка повинна була стати зброєю XXI століття. Військові намагалися підібрати для САУ і традиційну для німецької бронетехніки «зоологічну» назву. Серед запропонованих варіантів зустрічалися Rhinozeros і  Nashorn (обидва означають «Носоріг»), Stier («Бик») і навіть такий дивний, як Rüssel – «Хобот» (натяк на незвично довгий ствол). Жодна з них так і не була остаточно затверджена, і САУ залишилася під індексом PzH 2000.

## Екіпаж

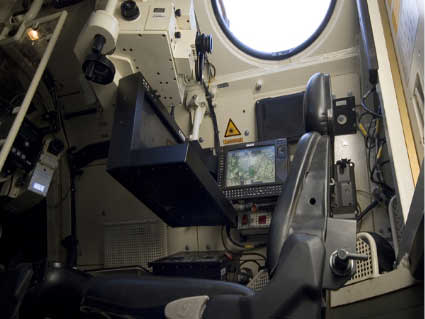
Робоче місце командира

Екіпаж машини складає п'ять чоловік, однак вона повністю боєздатна з трьома членами екіпажу. Зокрема, механік-водій, командир, та заряджаючий № 2 належать до трьох «обов'язкових» членів екіпажу; навідник та заряджаючий № 1 потрібні лише на випадок відмови систем автоматизації.
Командир екіпажу керує всім екіпажем. Він відповідальний за зв'язок, видає команди заряджаючому № 2 та здійснює постріл. Робоче місце знаходиться в задній правій частині башти.
Стрілець-навідник є заступником командира, та зазвичай доглядає артилерійську частину. За потреби, особливо — при стрільбі прямим наведенням, може наводити гармату вручну. Разом з заряджаючим № 2 бере участь у завантаженні боєкомплекта.
Заряджаючий № 1 доглядає та обслуговує пневмосистему. Під час маршу оглядає з люка ситуацію навколо та в повітрі й за потреби застосовує встановлений на лафеті зенітний кулемет.
Заряджаючий № 2 доглядає та обслуговує автомат заряджання, й у випадку виходу з ладу бере його функції на себе.
Механік-водій відповідальний за кермування машиною. Також він доглядає основний силовий агрегат, допоміжний дизель-генератор, проводить технічний огляд, тощо.
В задній частині корпусу знаходиться двостворчатий люк для екіпажу, механік-водій має окремий люк.

## Опис конструкції
Самохідна гармата-гаубиця PzH-2000 являє собою гармату закритого типу на гусеничному шасі, побудованому на базі вузлів та агрегатів танка Leopard 2. Моторно-трансмісійне відділення та відділення управління розміщені в передній частині корпусу (місце механіка-водія знаходиться праворуч), а бойове відділення та відділення для зберігання боєприпасів — в центральній і кормовій частинах корпусу і башти.
Оснащений дульним гальмом і ежектором ствол гармати з нарізним каналом має довжину 52 калібри і зарядну камеру, відповідає нормам НАТО. Клиновий затвор, який здійснює рух у вертикальній площині (відкривається вгору), — напівавтоматичний (автоматика відкриває затвор після пострілу і закриває його після подачі в казенник снарядів та зарядів). Всередині затвора розміщений магазин для капсульних трубок (на 32 штуки).
Самохідна гармата-гаубиця PzH-2000 оснащена механізованою напівавтоматичною системою заряджання (метальні заряди модульного типу DM72 досилаються в зарядну камеру вручну), що приводиться в дію електродвигунами і керованою електронікою. Вона складається з транспортера (знаходиться в корпусі, під підлогою), подавача (у центральній частині корпусу) і досилача снарядів. Заряджання може здійснюватися за будь-якого кута піднесення ствола. Система заряджання дозволяє здійснювати також автоматичне досилання снарядів, що подаються в машину зовні. Наведення гармати в обох площинах проводиться за допомогою електроприводів або вручну (в аварійному режимі). Гармата-гаубиця має два врівноважуючих механізми пневматичного типу (змонтовані під дахом башти) й гідропневматичний противідкатний пристрій.
Конструкція башти дозволяє робити заміну ствола без необхідності її демонтажу і підйому.
Товщина броні башти забезпечує захист екіпажу від куль стрілецької зброї (калібру до 14,5 мм) і осколків артилерійських снарядів. Самохідка оснащена системою захисту від зброї масового ураження, розташованими в моторному відсіку системами попередження про пожежу і пожежогасіння, системою вентиляції, комбінованим прицілом (денної і нічної дії) з лазерним далекоміром, а також реактивним бронезахистом, що оберігає від дії касетних снарядів. Комп'ютерна система управління вогнем дозволяє екіпажу швидко відкривати вогонь як самостійно, так і у взаємодії з батарейним (дивізійним) пунктом командування і управління вогнем. Батареї установок PzH-2000 потрібно 120 секунд для того, щоб бути готовою до відкриття вогню після переходу з похідного положення в бойове, здійснити 8 артилерійських залпів, повернутися в похідне положення і залишити вогневу позицію.
Додаткове озброєння складається з 7,62-мм кулемета MG-3 і восьми гранатометів для відстрілу димових гранат (2×4). На борту машини перевозяться 60 артилерійських снарядів, 48 повних метальних зарядів (шестисегментних), 2000 патронів для кулемета і 8 гранат для гранатомета.
Для стрільби використовуються стандартні в арміях країн НАТО постріли роздільного заряджання.
На PzH-2000 встановлено 8-циліндровий дизельний двигун з турбонаддувом МТ881 Ка 500 потужністю 736 кВт (виробництва німецької фірми MTU), а також трансмісія HSWL-284C (фірми RENK), що забезпечує чотири передачі для руху вперед і одну — назад. Індивідуальна підвіска містить 14 торсионів разом з балансирами та гідравлічними амортизаторами.

### Захист

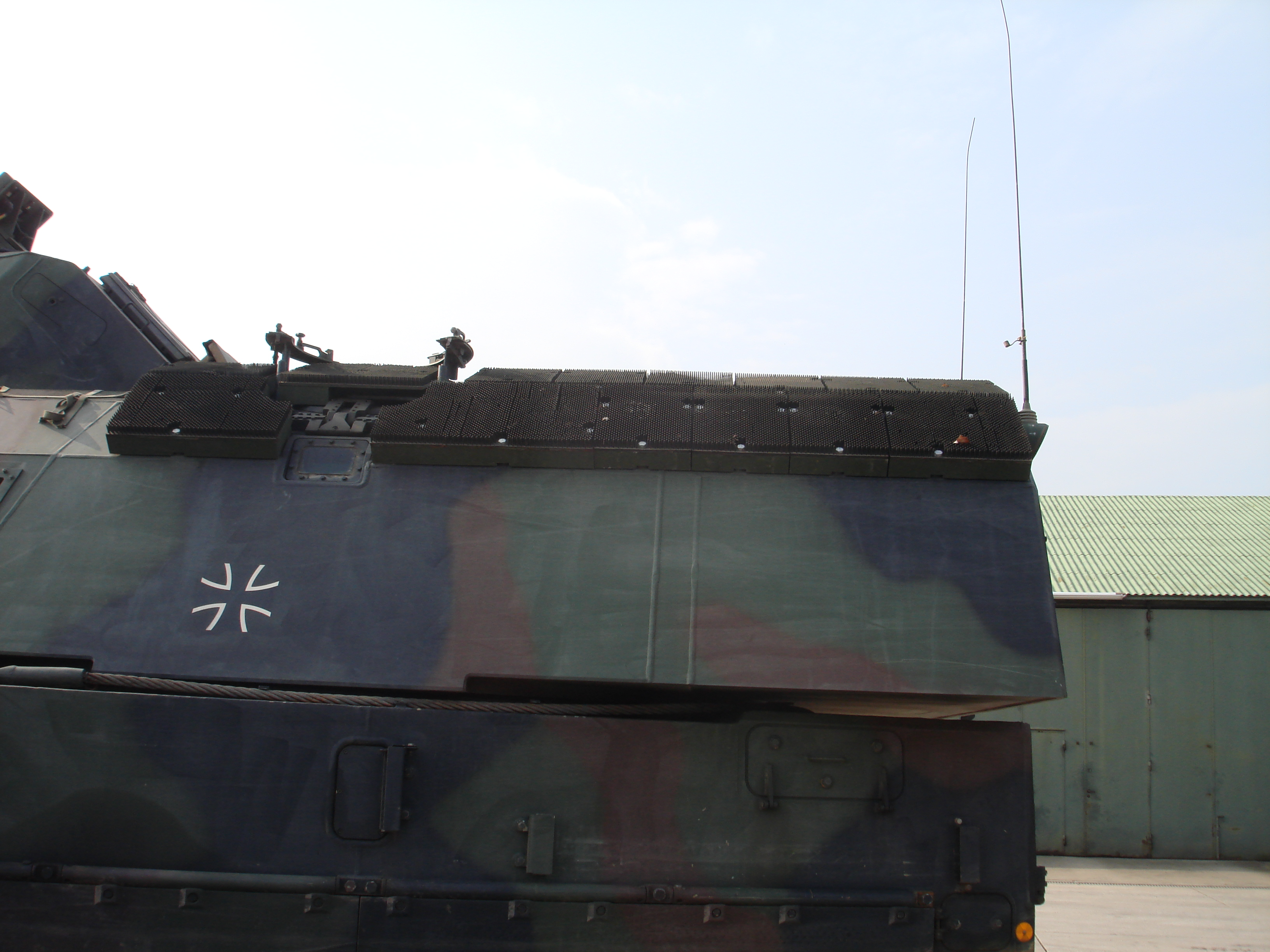
«Їжачок» з голками на башті САУ для захисту від касетних бойових елементів

Башта і корпус САУ виготовлені з гомогенної катаної сталевої броні. Зсередини корпус покритий протиуламковою підкладкою, аби захистити екіпаж від уламків від сталевої броні. Броня захищає від обстрілу кулями калібром до 14,5 мм або від уламків снарядів калібром до 152-мм. Додатковим заходом захисту екіпажу є міцна перегородка, що відокремлює заряди в задній частині башти від бойового відділення. У разі детонації зарядів енергія вибуху направляється назад, що істотно підвищує виживаність екіпажу в бою.
Верхня частина корпусу та башти може бути додатково захищена килимками з так званим «гольчастим» (або ж «їжачковим»; нім. Igelpanzerung) захистом від кумулятивних та кумулятивно-уламкових касетних бойових елементів. На гумових килимках щільною граткою здіймаються «голки» 60 мм заввишки.
Магазини з зарядами відокремлені від бойового відділення трьома розсувними перегородками, що має захистити екіпаж при можливому вибуху зарядів. На додачу, в даху башти є два аварійних люка, які мають у випадку детонації скерувати вибухову хвилю назовні.
Машини обладнані фільтро-вентиляційними установками для захисту від зброї масового ураження.

### Озброєння

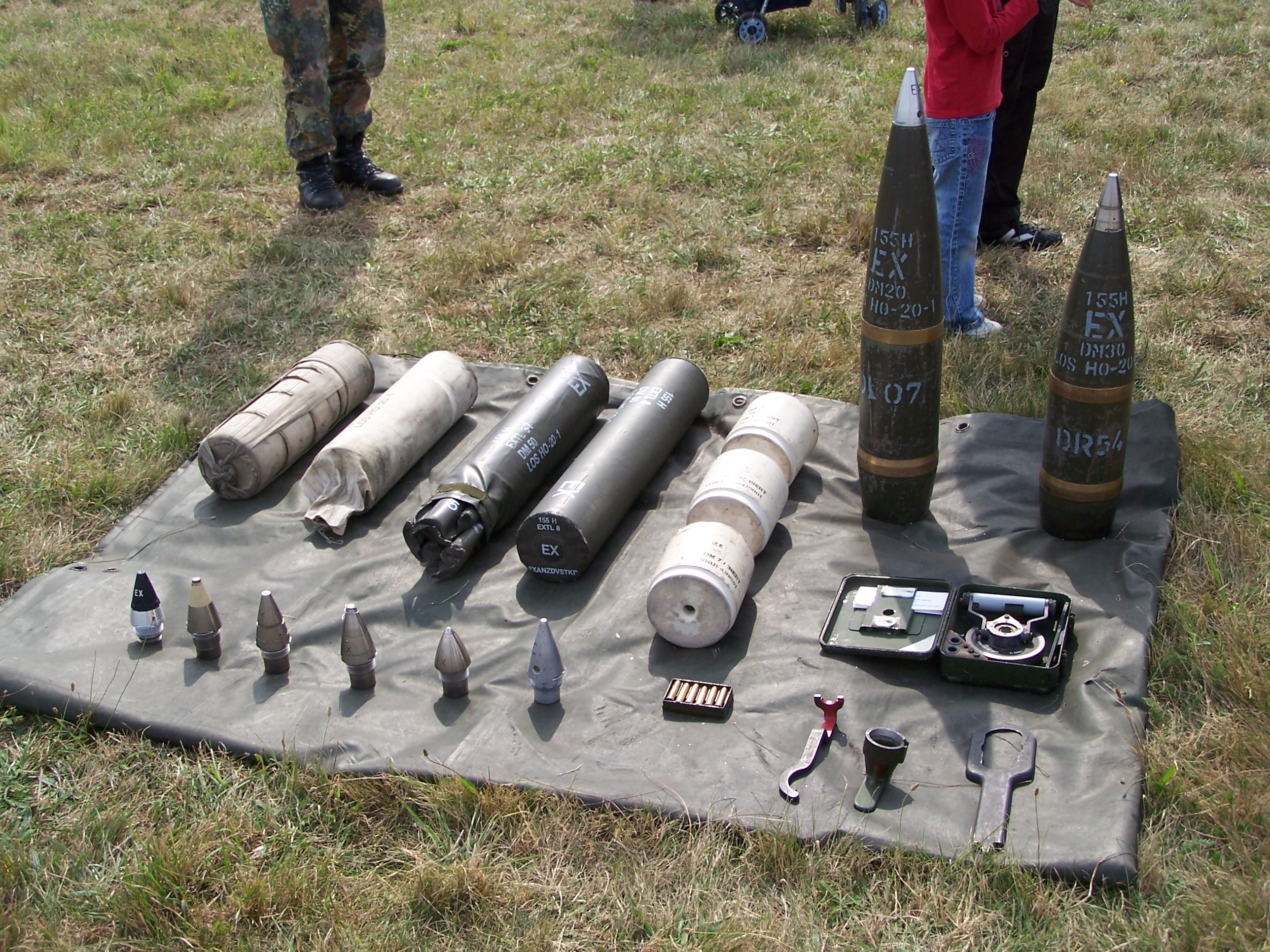
Навчальні снаряди та заряди: попереду зліва — різні детонатори, за ними — заряди, а справа — снаряди, перед ними — ключі та приладдя для встановлення детонаторів.

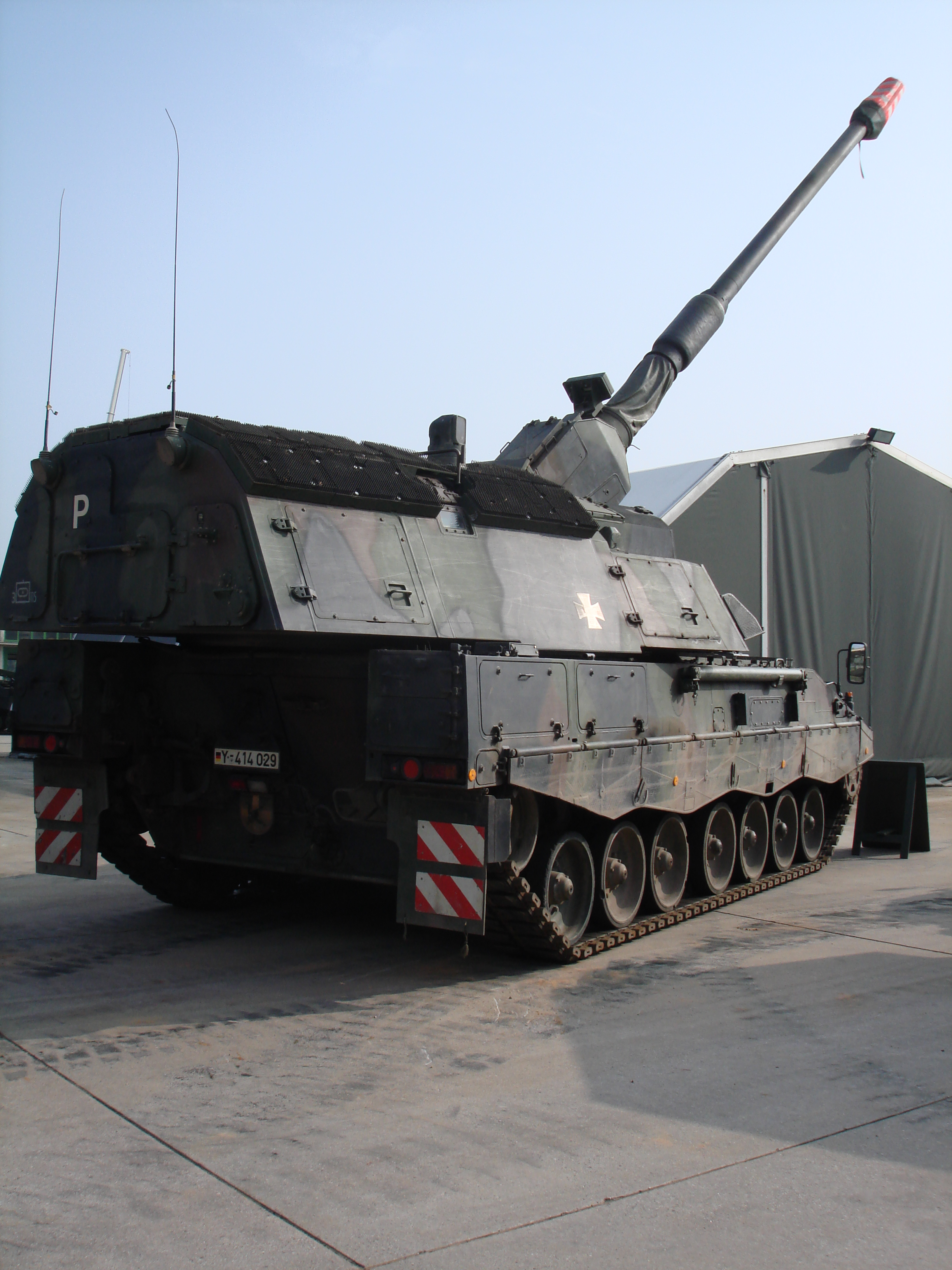
За лівим та центральним люком з тильного боку башти (позначений білою літерою Р) знаходяться магазини з зарядами. За правим люком знаходиться центральний електронний вузол та комп'ютерна система MICMOS. Над дахом башти здіймається перископ командира PERI-RTNL 80.

Внутрішня поверхня ствола хромована, загартована лазером, калібром 155 мм та довжиною 52 калібрів та клиноподібним затвором. Має 60 нарізів управо.
Гармата задовільняє всім вимогам меморандуму НАТО з балістики (англ. Joint Ballistics Memorandum of Understanding) та сумісна з усіма стандартними боєприпасами калібру 155 мм.
Автомат заряджання подає снаряди в камору ствола, модульні заряди подає заряджаючий. Капсульні трубки (32 готових до застосування в магазині) подаються автоматично. Темп вогню дорівнює 3 пострілам за 10 секунд, 10 пострілів за хвилину, 20 пострілів за 2 хвилини, або ж 8 пострілів кожну хвилину протягом 3 хвилин. Для довшої тривалості вогню темп обмежений 3 пострілами на хвилину через можливий перегрів ствола.
Циліндри досилання снаряда мають пневматичний привід оскільки, за словами конструктора Франка Абельса, від гідравлічної системи довелось відмовитись через в'язкість гідравлічної рідини, яка заважала досягти бажаного темпу вогню. На випадок виходу з ладу компресора установка має балони зі стисненим повітрям, об'єму яких достатньо для виконання всіх 60 пострілів.
За словами представників Бундесверу, виконання 100 і більше пострілів на день вважається високоінтенсивним використанням системи, внаслідок якого може страждати надійність її роботи.
Максимальна ефективна дальність вогню залежить від використаного снаряду. Для звичайних снарядів вона може сягати до 30 км, 40 км для снарядів з поліпшеною балістикою ERFB, та до 56 км для активно-реактивних снарядів з поліпшеною балістикою V-LAP. 155-мм боєприпаси Vulcano GLR матимуть максимальну ефективну дальність до 70 км.
Наведення гармати електричне, але наявні ручні приводи для аварійних ситуацій. Максимальні кути піднесення: від −2,5° до +65°. В похідному положенні гармата автоматично кріпиться до спеціального гака в передній частині корпуса.
Артилерійська установка здатна завдавати одночасного ураження цілі кількома снарядами (MRSI; англ. «Multiple round simultaneous impact»): випущені короткою чергою за різною траєкторією та різними зарядами снаряди вражають ціль майже одночасно. Так, на випробуваннях в 1999 році машина серійного виробництва уразила ціль на відстані 17 км п'ятьма снарядами, які впали у проміжок 1,2 секунди між першим і останнім.
За потреби самозахисту установка здатна вести вогонь прямим наведенням. Проте, на відміну від основних бойових танків, вона не може вести вогонь під час руху.
Над люком першого заряджаючого може бути встановлений кулемет. Конкретна модель залежить від країни-оператора. В передній частині башти, по боках від гармати, знаходяться по чотири пускових для димових гранат.
Бундесвер використовує як особисту зброю самооборони екіпажу G36, MP2 та MG3. Сухопутні війська Нідерландів, натомість, кулемети FN MAG та автоматичні карабіни Diemaco C7/C8.
Під час навчань на гармату можливе встановлення приладу імітації пострілу KADAG (від нім. Kanonen-Abschuss-Darstellungs-Gerät). Цей прилад імітує звук, дим, та спалах пострілу.

### Боєкомплект
Возимий боєкомплект містить 60 снарядів різних типів, зокрема: стандартні фугасні, уламково-фугасні, димові, освітлювальні, касетні, «розумні», тощо, також можливе застосування снарядів з донними газогенераторами.
Карусель з боєукладкою автомата заряджання знаходиться в передній нижній частині корпуса. При заряджанні в комп'ютер вручну вводиться інформація про тип боєприпасу. Для завантаження боєкомплекту в машину потрібно дві людини та 12 хвилин.
Автомат заряджання працює за будь-якого траверсу та кута піднесення гармати. Циліндр досилання снаряда в ствол має пневматичний привід. Заряд в камору вкладає заряджаючий вручну.
На випадок виходу з ладу електричних механізмів передбачена можливість повністю ручного перезаряджання гармати.
Заряди знаходяться в магазині в задній частині башти. Тут може знаходитись 48 циліндричних зарядів, або 288 модульних зарядів, які складаються разом для отримання потрібної комбінації. Також тут знаходиться два додаткових магазинів з трубчатими капсулями. При стрільбі зі стаціонарної позиції можлива подача снарядів по конвеєру ззовні.
Для використання під час навчання на тренажерах існують інертні навчальні снаряди, також наявні навчальні снаряди зі зменшеною кількістю вибухової речовини.

### Оптичні прилади
На випадок виходу з ладу електричної системи наведення, установка обладнана оптичними приладами: прицілом-перископом PERI-R19 mod з кратністю до 4, для стрільби непрямим наведенням. Для стрільби прямим наведенням при самозахисті установки призначений оптичний танковий приціл TN 80 з 8-кратним збільшенням та оптико-електронним підсилювачем для роботи вночі.
Додатково, командир машини має в розпорядженні нестабілізований перископ PERI-RTNL 80. Цей прилад призначений для огляду обстановки навколо, а при стрільбі прямим наведенням — вбудований GaAs-лазерний далекомір. При використанні як монокуляр, перископ має 2- та 8- кратне збільшення вдень і вночі, а при бінокулярному використанні — 1,2- та 4,8- кратне збільшення. Ефективна дальність лазерного далекоміра — до 2800 м.

### Система навігації

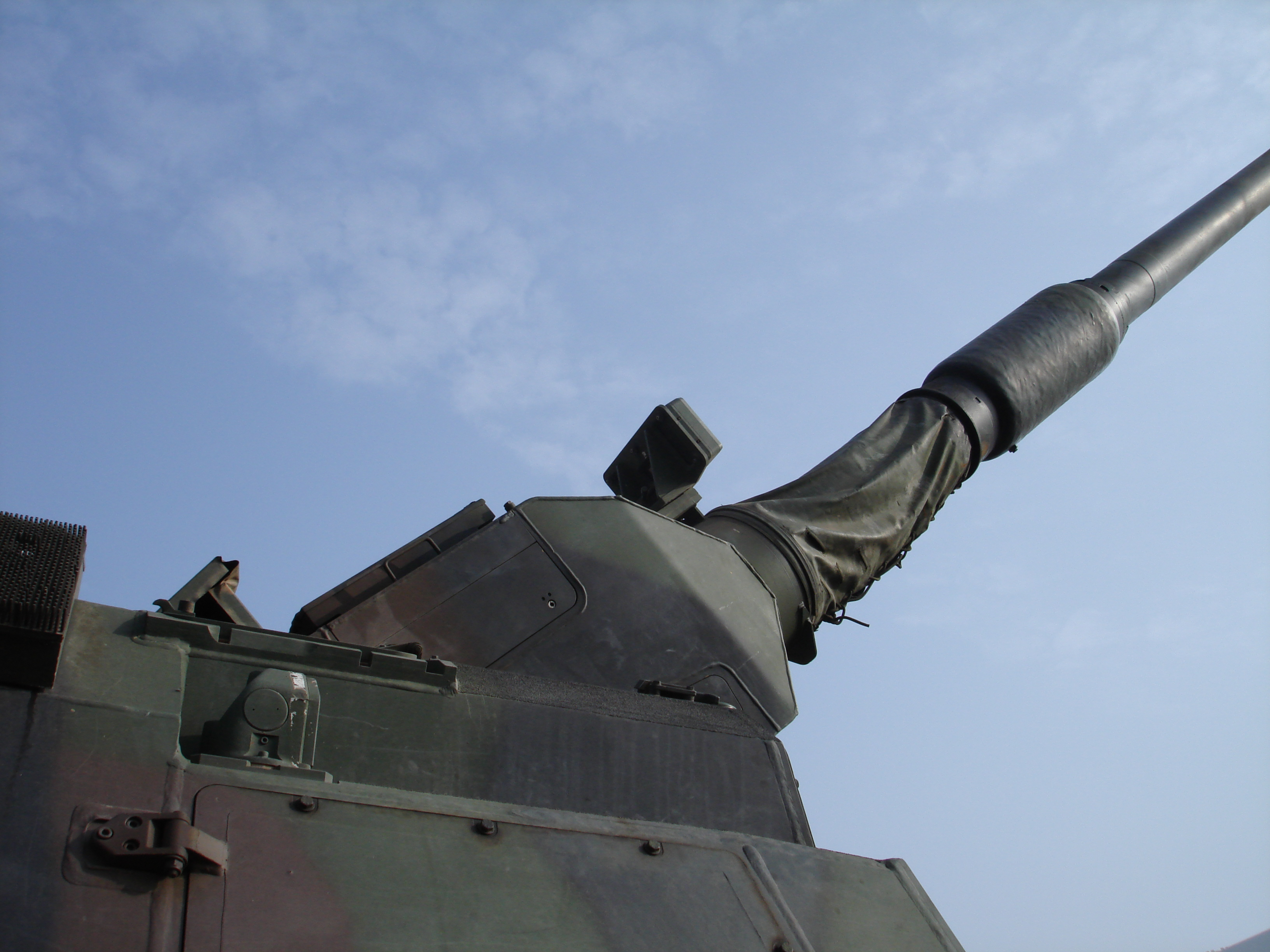
Доплерівська РЛС вимірювання початкової швидкості снарядів над стволом. В лівому куті фото видно танковий приціл TN 80. На стволі видно ежектор порохових газів, до якого прикріплено кожух, яким вкрито рухомі частини артилерійської частини.

Для високоточної стрільби машина отримує дані про температуру та вологість повітря, атмосферний тиск, силу та напрям вітру, також бере до уваги температуру зарядів й ствола. На основі цих та інших даних бортовий балістичний комп'ютер обчислює розв'язок балістичної задачі. Для точного визначення координат машина використовує такі системи:
- Система супутникової навігації: установка має військовий термінал системи супутникової навігації GPS AN/PSN-11 PLGR (англ. Precision Lightweight GPS Receiver). Цей пристрій знаходиться всередині машини, антена проведена назовні. Він з високою точністю встановлює координати машини (включно з висотою над рівнем моря).
- Система інераціальної навігації з трьома лазерними гіроскопами. Окрім задач навігації служить для визначення абсолютного положення ствола під час стрільби.
- Одометр, який вимірює пройдений шлях на основі руху гусениць.
- Доплерівська РЛС вимірювання початкової швидкості снаряду. Отримані від неї дані грають важливу роль, оскільки початкова швидкість залежить від багатьох чинників (вологість повітря, температура та стан ствола, тощо), а помилкові значення початкової швидкості снаряду мають істотний вплив на точність гармати[вин. 1].

Всі ці дані враховує артилерійський комп'ютер ADLER або MICMOS 32/MICMOS 2000 (PzH 2000/PzH 2000 A1), завдяки чому САУ здатна самостійно вести точний вогонь.

## Застосування
PzH 2000 добре підходить для сучасної концепції війни — з великої відстані уразити ціль одним залпом і швидко залишити позиції. Накрити ціль без пристрілювальних пострілів допомагає автоматизована система управління вогнем, яка наводить відразу всю батарею. PzH 2000 здатна випускати три снаряди за 9 секунд або 10 за 56 секунд. Далі темп становить від 10 до 13 пострілів за хвилину в залежності від нагрівання ствола.
Дальність стрільби стандартним натовським снарядом L15A2 — 30 км. PzH 2000 належить і світовий рекорд серед гаубиць калібру 155 мм. У листопаді 2019 року на полігоні в Південній Африці вона вистрілила спеціально розробленим снарядом V-LAP виробництва південноафриканської фірми Denel на 67 км. Причому це була не межа — дальність визначалася розмірами полігону.
У Panzerhaubitze реалізована технологія MRSI: зміна траєкторії снарядів у серії дозволяє уразити ними ціль майже в одну мить. Так, на випробуваннях в 1999 році машина серійного виробництва уразила ціль на відстані 17 км п'ятьма снарядами, які впали за 1,2 секунди між першим і останнім.

## Подальший розвиток
В 2003 році в рамках програми MONARC башту від PzH 2000 встановили на фрегат Hamburg (F 220) типу «Заксен». Після ретельних випробувань Німецькі ВМС ухвалили рішення на користь 76-мм корабельної установки OTO Melara.
Подальшим розвитком PzH 2000 стала представлена в 2004 році система англ. Artillery Gun Module (AGM). Створений на основі PzH 2000 автономний бойовий модуль може бути встановлений на різні шасі. Зокрема, спершу було запропоноване шасі від MLRS. Спільно з іспанським підрозділом General Dynamics Land Systems була представлена САУ DONAR на шасі ASCOD 2. Нарешті, в 2014 році була представлена установка RCH 155 на універсальному колісному шасі GTK Boxer.
Компанія Krauss-Maffei Wegmann також досліджувала можливість використання таких модулів в складі зенітних артилерійських комплексів малого радіусу дії — категорії C-RAM. Тут вони могли б як вражати повітряні цілі, так і вести контрбатарейну боротьбу.
В травні 2021 року була представлена самохідна артилерійська установка на шасі RMMV HX3 10×10 з встановленим на нею артилерійським модулем AGM. При стрільбі установка спирається на чотири гідравлічних домкрата, екіпаж становить дві людини, а в магазині знаходиться 40 готових до застосування артилерійських пострілів.
В майбутньому Бундесвер прагне отримати артилерійську систему з більшою ефективною дальністю вогню до 75-100 км високоточними боєприпасами. Тому в Rheinmetall ведуть роботи над створенням нової артилерійської системи з гарматою завдовжки 60 калібрів (L60 — 9,3 м в порівнянні з 8,06 м для гармат L52), каморою об'ємом 29 літрів та максимальним допустимим тиском в стволі 500 МПа (для порівняння, в нинішній гарматі допустимий максимальний тиск 359 МПа).

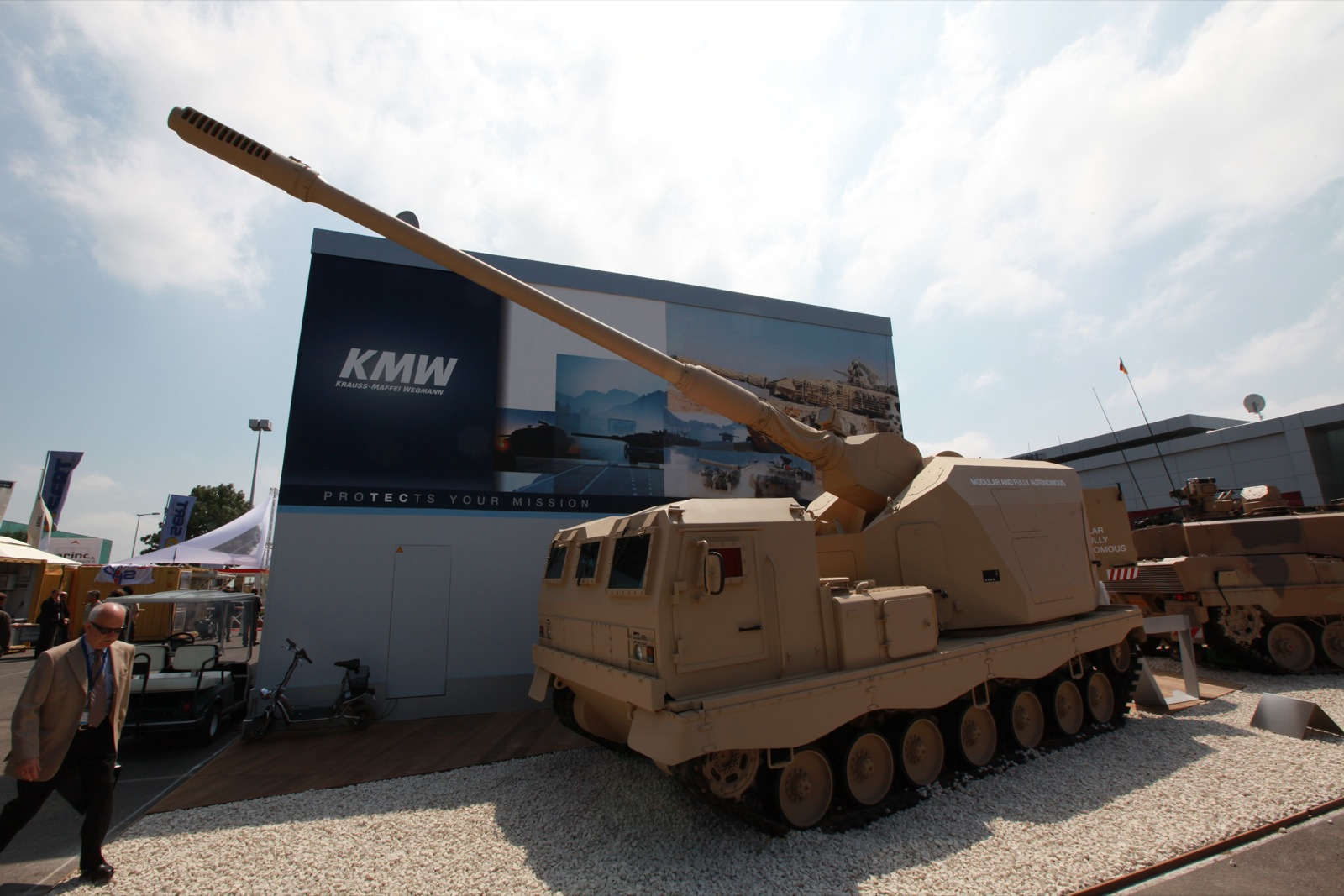
САУ DONAR з варіантом шасі від M270 MLRS
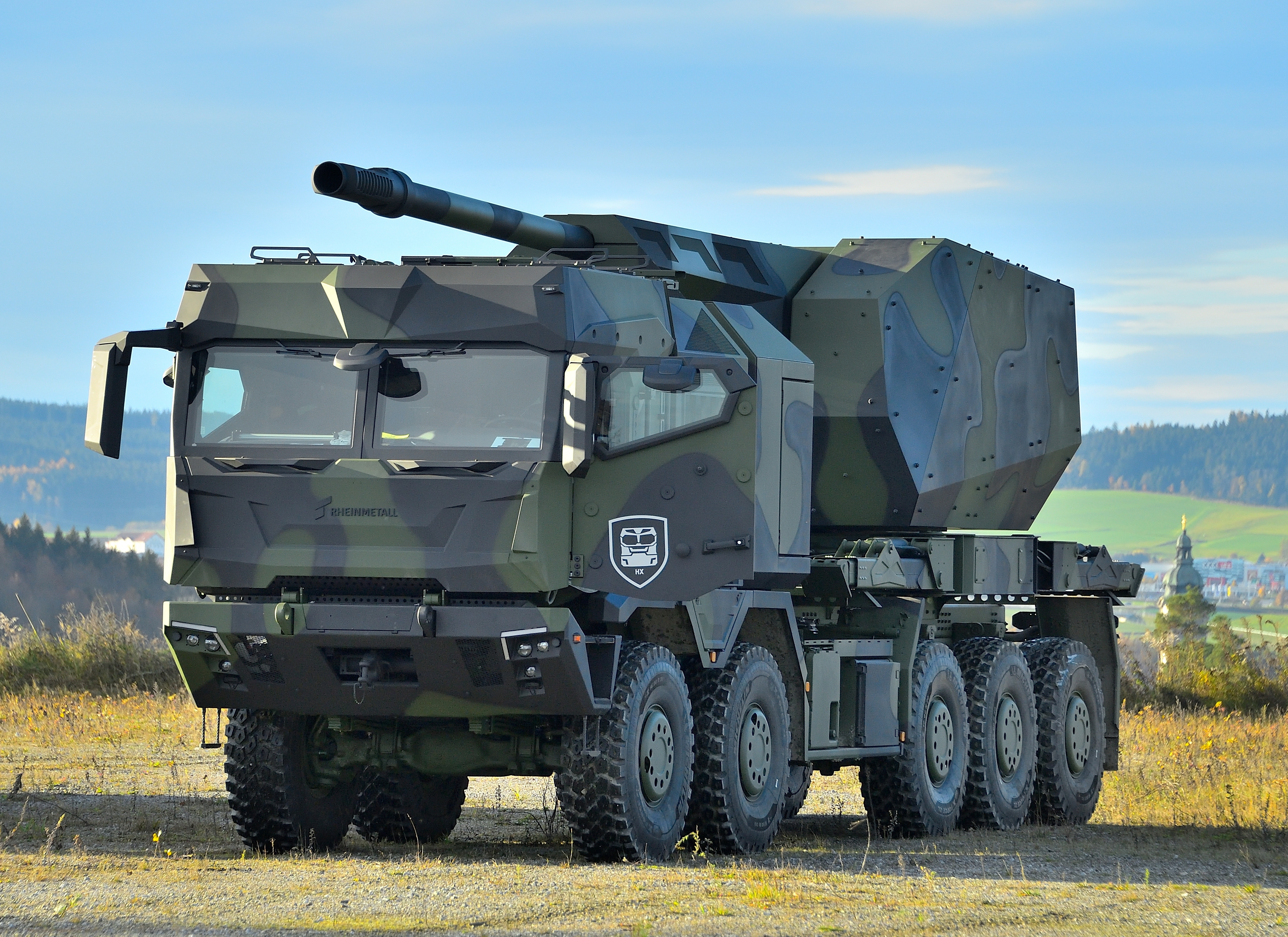
Артилерійський модуль на колісному шасі RMMV HX3 10×10
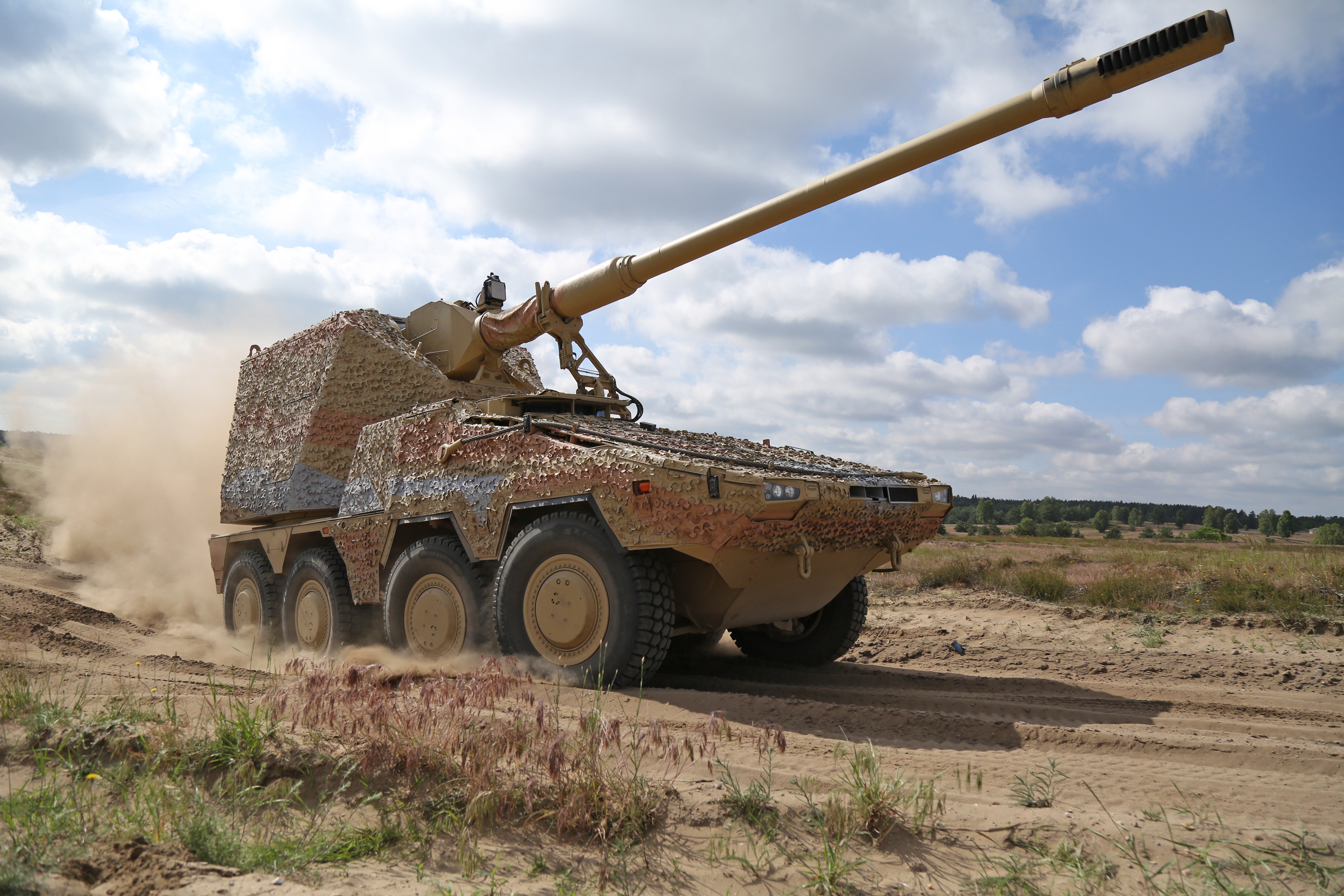
САУ RCH 155 на модифікованому шасі GTK Boxer

## Тактико-технічні характеристики
- Екіпаж: 3–5
- Двигун: MTU MT 881 Ka500, з рідинним охолодженням, дизельний, 8-циліндровий
- Потужність: 735 кВт (1000 к.с.)
- Трансмісія: Renk HSWL 284-C, автоматична, 4 передачі вперед, 2 передачі заднім ходом
- Підвіска: торсіонна
- Довжина загальна: 11 669 мм
- Ширина загальна: 3500 мм
- Висота загальна: 3460 мм
- Дорожній просвіт: 440 мм
- Доланий рів: 3000 мм
- Долана вертикальна перешкода: 1000 мм
- Градієнт підйому: 60 %
- Градієнт ухилу: 25 %
- Бойова маса: 55 800 кг
57 660 кг (з гольчатими екранами)
- Максимальна швидкість по шосе: 60 км/год
- Об'єм паливних баків: 1000 л
- Запас ходу: 420 км

## Бойове застосування

### Війна в Афганістані

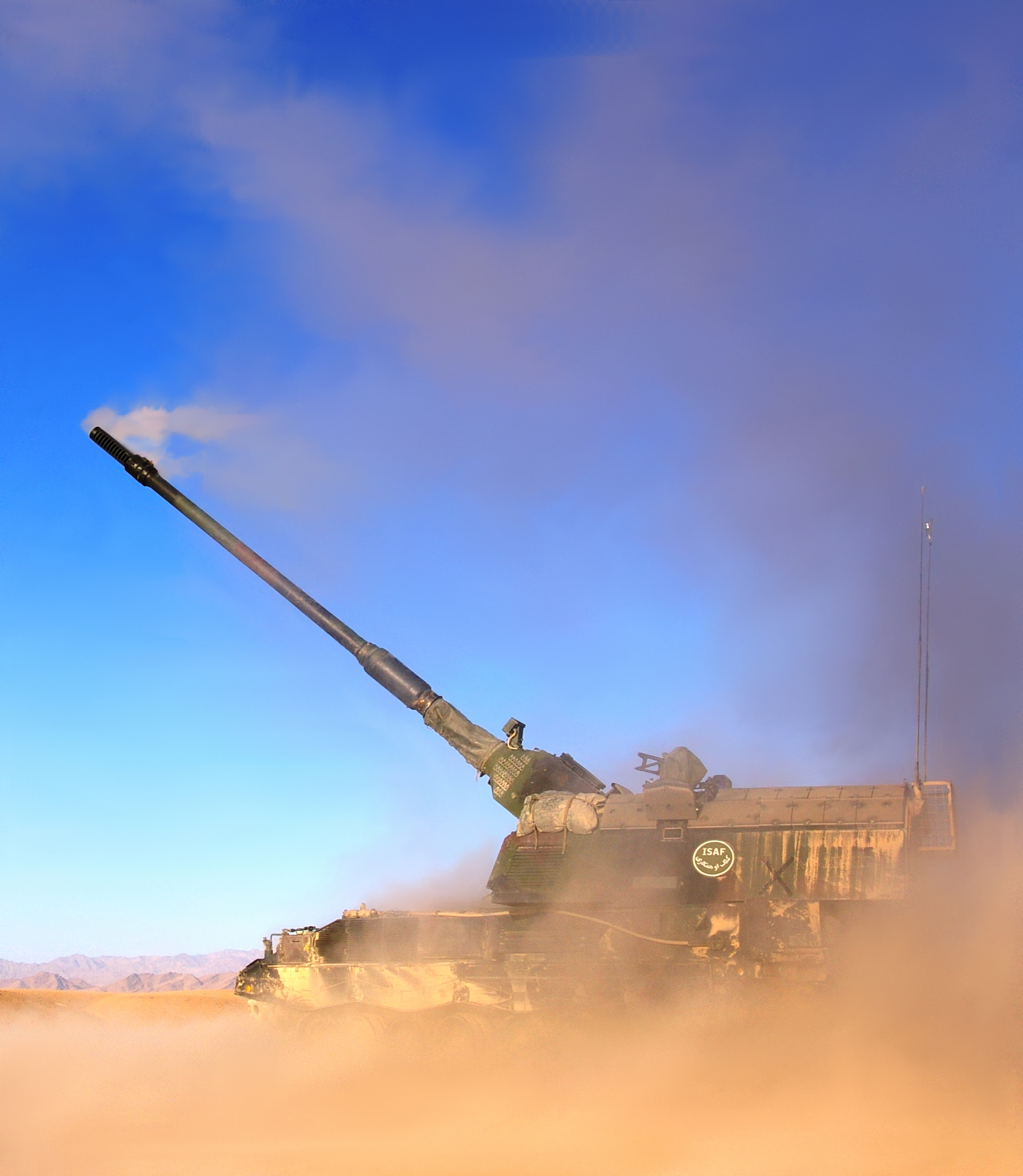
Нідерландська PzH 2000 здійснює постріл під час битви за Хору, 16 червня 2007 року

Наприкінці 2006 року літаками C-17 Нідерланди перекинули до Афганістану 3 установки PzH 2000. Тут вони успішно служили до 2010 року, після чого були повернуті назад. За цей час вони брали участь в операції «Медуза» (2006 рік; здійснено понад 4 тисячі пострілів) та в битві за місто Хора (2007 рік). Військові могли ефективно вражати цілі на відстані до 42 км.
Німецькі військові відправили три установки PzH 2000 до своїх сил в провінції Кундуз в середині 2010 року. Спершу, заради демонстрації сили та перевірки роботи й точності вогню установку перевірили стрільбою різними типами снарядів по мішенях на полігоні. Всього було здійснено близько 20 пострілів.
10 липня 2010 року відбулось перше бойове застосування: установки здійснили 5 пострілів бойовими снарядами під час евакуації пошкодженої на саморобному вибуховому пристрої машини. Імовірно, це було першим випадком застосування важкої артилерії Бундесвером.
Досвід застосування в Афганістані виявив низку недоліків, які були усунуті при модернізації до рівня PzH 2000A2: модернізовані машини отримали потужніший дизель-генератор (8 кВт), потужніші кондиціонери повітря, мультиспектральні камуфляжні накидки, тощо. Станом на 2022 рік Бундесвер здійснив модернізацію 27 наявних в нього установок.

### Російсько-українська війна
На початку липня 2022 року міністерство оборони України підтвердило застосування PzH 2000 по російських загарбниках на східних рубежах.
Наприкінці липня-першій половині серпня в ЗМІ стали з'являтись повідомлення, що деякі з отриманих САУ вже потребують обслуговування та ремонту. Імовірно через високу інтенсивність застосування бортова електронна система видає повідомлення про помилки, частина виведена з експлуатації та чекає на ремонт.
Разом з іншими зразками новітньої самохідної артилерії брали участь в Харківській операції ЗСУ в серпні-вересні 2022 року.
В середині вересня стало відомо, що Литва бере на себе ремонт українських PzH 2000, а 14 жовтня 2022 року міністр оборони Литви Арвідас Анусаускас повідомив, що відремонтовані установки вже в дорозі до України.
На озброєнні 26 ОАБр в підпорядкуванні ОК «Північ» брали участь у звільненні Донецької області. Тут вони прикривали українські війська та вели контрбатарейну боротьбу.
У січні 2023 року на озброєнні 43 ОАБр САУ PzH 2000 брали участь в обороні Соледару.
19 травня 2023 року стало відомо, що артилеристи 43 ОАБр активно застосовують проти росіян інтелектуальні та автономні снаряди DM702 (також відомі як SMArt 155).
Генеральний директор концерну Rheinmetall (виробник даної САУ) Армін Паппергер в червні 2023 року повідомляв, що компанія отримує позитивні відгуки від українських військових. За його словами, при ресурсі ствола близько 4500 пострілів, в Україні був зафіксований випадок здійснених до 20 000 пострілів з однієї гармати.
Станом на 26 липня 2025 року редактори Oryx Blog знайшли фото чи відео підтвердження безповоротної втрати Україною 1 САУ PzH 2000. Ще 1 машина отримала пошкодження.

## Оператори

### Поточні

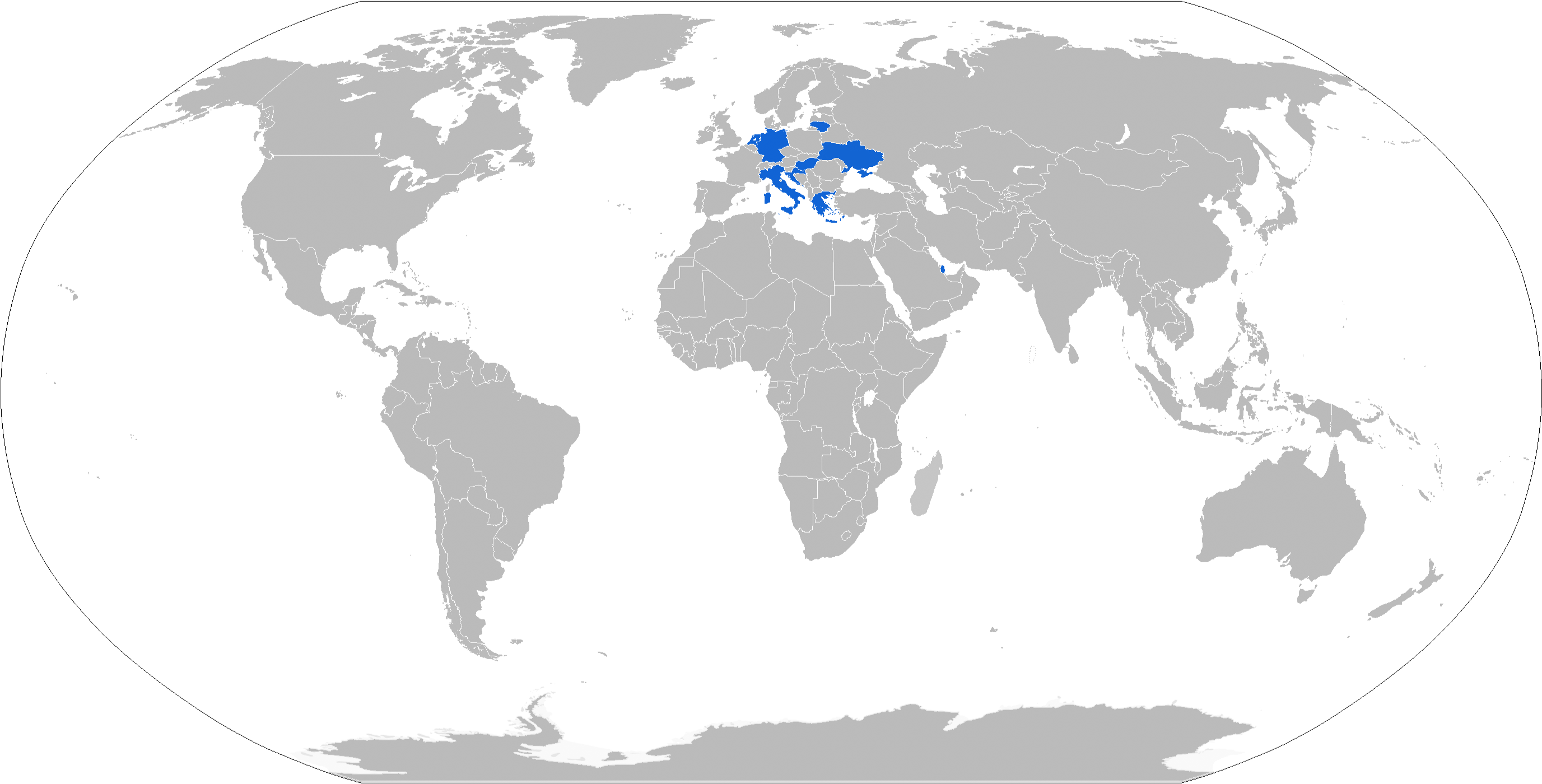
Країни — оператори PzH 2000

- Греція — 24 одиниці на озброєнні, станом на 2025 рік[45]
- Італія — 64 одиниці на озброєнні, станом на 2025 рік[46], 6 од. 2022 р. було передано Україні в межах пакету військової допомоги[47].
- Катар — 24 одиниці на озброєнні, станом на 2025 рік[48]
- Литва — 16 одиниць на озброєнні, станом на 2025 рік[49]
- Нідерланди — 21 одиниця на озброєнні, 25+ на зберіганні, станом на 2025 рік[50]
- Німеччина — 109 одиниць на озброєнні, станом на 2025 рік[51]
- Угорщина — 23 одиниці на озброєнні, станом на 2025 рік[52]
- Україна — 38 одиниць на озброєнні, станом на 2025 рік[53]. 14 з Німеччини, 8 з Нідерландів[54] та 6 з Італії, станом на кінець жовтня 2022 року
Частина техніки надійшла на озброєння 26 АБр імені генерал-хорунжого Романа Дашкевича
- Хорватія — 13 одиниць на озброєнні, станом на 2025 рік[55]

### Греція
Греція ухвалила рішення придбати САУ PzH 2000 в 2001 році. Протягом 2003—2004 років було отримано 24 одиниці САУ в модифікації PzH 2000HEL, яка відрізняється, серед іншого, наявністю додаткового приладу нічного бачення для механіка-водія та цифровій радіостанції.

### Італія
Італія була першим закордонним покупцем цієї установки. Всього Італійська армія отримала 70 машин, з них перші дві були отримані безпосередньо від Krauss-Maffei-Wegmann та згодом зняті з озброєння, решта була виготовлена консорціумом італійських компаній Iveco, Fiat та OTO Melara.
В 2022 році Італія передала Україні шість установок як допомогу.

### Катар
В травні 2009 року Федеральна рада безпеки Німеччини схвалила продаж 24 САУ PzH 2000 Катару. Передача перших трьох одиниць відбулась восени 2015 року.

### Литва
В лютому 2015 року міністр оборони Литви оголосив про рішення уряду придбати в Німеччини САУ PzH 2000. В квітні того ж року Федеральний уряд Німеччини ухвалив рішення продати з запасів Бундесверу 12 вживаних установок Литві.
Зрештою, до угоди увійшло 21 САУ, 16 з яких поступили на озброєння артилерійського батальйону імені «генерала Ромульаса Ґієдраітіса», де вони замінили отримані в 2000 році від Данії причіпні 105-мм гаубиці M101. Решта САУ служитимуть донорами запасних частин, для навчання стрільців та водіїв. Окрім САУ, угода містила 26 машин артилерійського управління M577 на шасі M113 та 6 інженерних машин Bergepanzer 2. Перші САУ були передані в червні 2016 року та завершене в березні 2022 року.

### Нідерланди
В 2002 році Нідерланди вирішили провести конкурс на придбання 57 установок, окрім PzH 2000 розглядали AS90, M109 та Denel G6.
Спершу планувалось отримати машини з 2004 по 2009 рік. Однак, внаслідок реформування збройних сил потреба була зменшена до 39 машин. Із них на службі перебувало 24 установки.
Навчання відбуваються у артилерійському училищі в Ідар-Оберштайн (Німеччина), та військовому полігоні Баумхолдер, що знаходиться неподалік.
В 2022 році Нідерланди передали певну кількість установок Україні як допомогу у відбитті російської агресії.

### Німеччина
Протягом 1998—2002 років було отримано 185 установок. Через скорочення видатків на оборону кількість установок на озброєні була скорочена до 153 одиниць PzH 2000 A1.
В березні 2010 року тогочасний командувач (генеральний інспектор) сухопутними військами Ганс-Отто Будде, що заради заощадження бюджетних коштів буде знято з озброєння додаткові 12 установок. Наступного року відбулось іще більше скорочення — з 148 установок на озброєнні мала залишитись 81 машина.
З огляду на «зміну обстановки» в Європі, на початку 2016 року частину знятих машин вирішили повернути, кількість установок на озброєнні зросла до 101 одиниці.
Станом на 2021 рік на озброєнні Бундесверу перебували 108 установок PzH 2000.
На заміну переданим в 2022 році Україні 14 установок було вирішено придбати нові машини. Зокрема, заплановано придбати 10 установок на суму 154,7 мільйонів євро. Крім того, для оновлення запасів буде виділено 800 мільйонів євро для придбання снарядів SMArt 155.
Угода на придбання 10 нових установок була підписана 31 березня 2023 року, вона також містить опціон на придбання додатково 18 установок партіями по 6 одиниць. Постачання перших машин заплановане з 2025 року.

### Угорщина
Перші з 24 замовлених самохідних артилерійських установок PzH 2000 будуть доставлені збройним силам Угорщини у лютому 2022 року.
Вісім угорських артилеристів вже пройшли підготовку тривалістю три місяці на базі артбатальйону у Баварії, курс завершився бойовою стрільбою у листопаді 2020 року. Вони продовжать навчання у першому кварталі 2021 року аби стати командирами артилерійських установок, з березня четверо угорських військових будуть навчатися на посади командирів взводів та один як командир батареї.
Майбутні інструктори — це діючи військові Угорщини, що до цього проходили службу на причіпних гаубицях Д-20.

### Україна
За даними джерел видання Bloomberg в німецькому уряді іще в квітні 2022 року Нідерланди мали намір передати певну кількість САУ PzH 2000 Україні.
Наприкінці квітня-початку травня видання Die Welt з посиланням на свої джерела в німецькому уряді повідомило, що розглядають можливість передачі певної кількості САУ з наявних у Бундесверу Україні.
А на початку травня (3 травня) видання Die Welt з посиланням на власні джерела в німецькому уряді повідомило, що схвалено рішення передати 7 САУ з наявності Бундесверу на додачу 5 САУ від Нідерландів. Передачу було схвалено урядом попри заперечення військових, оскільки начебто із наявних в Бундесвері 119 САУ боєздатними є лише 40.
Нарешті, 6 травня представник Міністерства оборони ФРН підтвердив, що «Німеччина планує передати Україні сім гаубиць Panzerhaubitze 2000». Він також пояснив, що ці гаубиці не зі складу військ, а із «запасів інвентаризаційної логістики». Коли системи будуть приведені в належний стан, вони будуть передані Україні. І швидше за все, невдовзі має розпочатись спільне з Нідерландами навчання українських військових.
Таким чином Збройні Сили України матимуть дивізіон 155-мм самохідних гаубиць PzH 2000 у кількості 12-ти одиниць.
Українські військові почали навчання користуванню цими гаубицями 11 травня в артилерійській школі Бундесверу у місті Ідар-Оберштайн. Очікується, що повний курс навчання триватиме 40 днів. Українським військовим доведеться опанувати доволі складну систему самої артилерійської установки та системи управління вогнем, пристосувати її до умов російсько-української війни.
За даними видання Der Spiegel ці САУ можуть надійти до України не раніше липня 2022 року.
Станом на 21 червня 2022 року перші САУ були вже в Україні та готові до бою. А 22 червня уже міністр оборони Німеччини Крістин Ламбрехт повідомила про надходження всіх 12 САУ PzH 2000 в Україну.
29 червня 2022 року речник Бундесверу підтвердив плани передати Україні разом з Нідерландами наступні шість САУ Panzerhaubitze 2000. При цьому він зазначив, що підготовка військових для управління цими САУ завершена, готувати нові команди недоцільно.
В другій половині липня 2022 року стало відомо, що Литва передасть Україні командно-штабні машини М577, які після модифікації можуть служити для управління гаубицями PzH 2000.
26 липня 2022 року міністр оборони ФРН Крістін Ламбрехт повідомила про передачу іще трьох одиниць PzH 2000 та трьох установок MARS II.
Наприкінці липня 2022 року німецьке видання Der Spiegel повідомило, що з власних джерел дізналось про схвалення ще 13 липня німецьким федеральним урядом угоди на продаж Україні 100 одиниць PzH 2000 на суму €1,7 млрд. Це будуть машини нового виробництва.

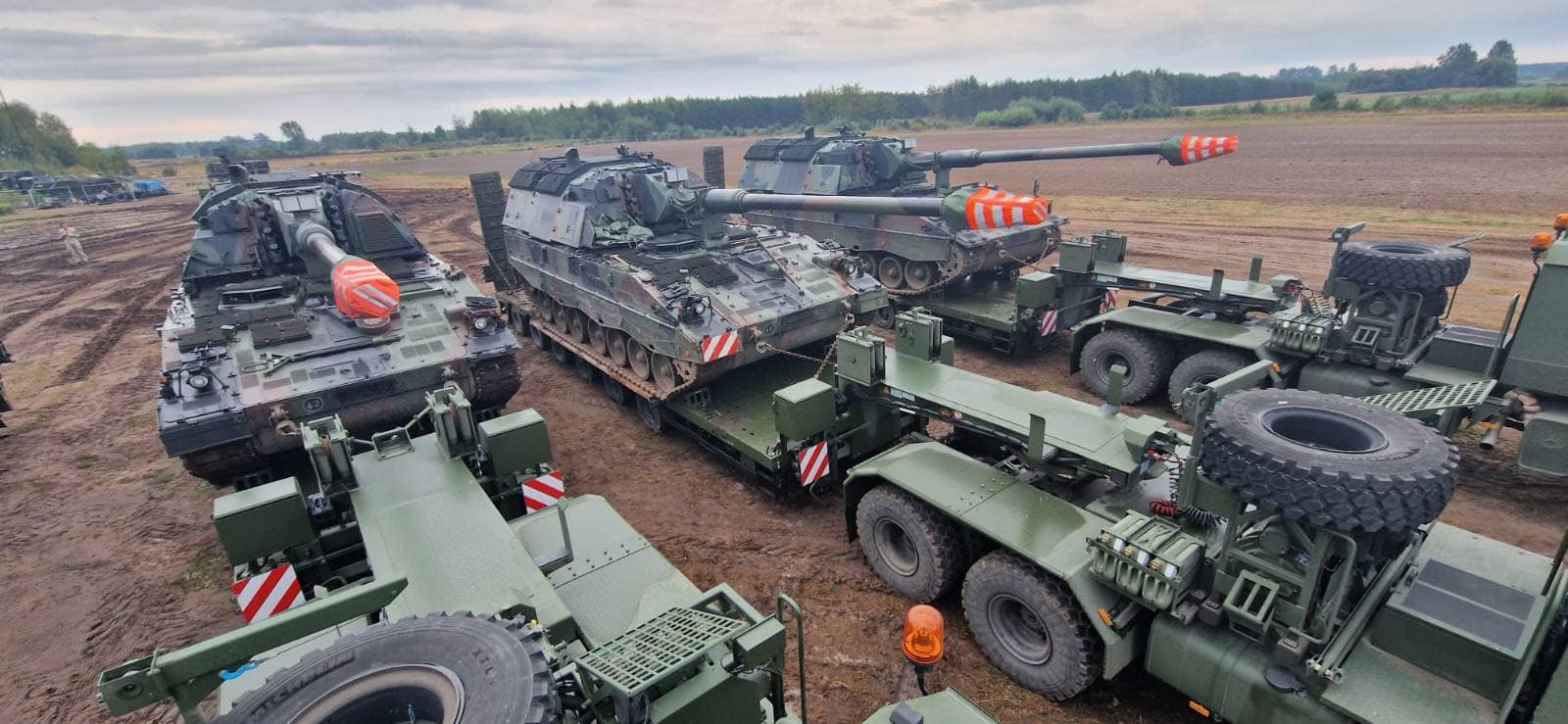
Українські PzH 2000 після ремонту в Литві, вересень 2022 року. На даху башти та корпусу видно «гольчаті» екрани для захисту від касетних бойових елементів.

Крім того, з огляду на інтенсивне застосування наявних та майбутніх САУ, федеральний уряд вів переговори про створення сервісного центру в Польщі для оперативного ремонту українських САУ. Однак згоди з польською стороною досягти не вдалось і в подальшому розглядається можливість створення сервісного центру в Словаччині.
У вересні 2022 р. Німеччина оголосила про рішення передати ще чотири гаубиці. Таким чином, загальна кількість PzH 2000 переданих країною САУ цього типу зросте до 14 одиниць.
Під час візиту до України Президент Німеччини Франк-Вальтер Штайнмаєр повідомив, що невдовзі буде передано 4 САУ PzH 2000 та дві системи MARS II. А в звіті федерального уряду Німеччини за 26 жовтня йшлося про передачу цих 4 САУ. Таким чином кількість переданих PzH 2000 спільно з Нідерландами зросла до 22 одиниць, з яких 14 надійшли з Німеччини.
Наприкінці жовтня 2022 року італійські медіа повідомили про передачу країною 6 САУ PzH 2000 в межах пакету військової допомоги Україні.
6 вересня 2024 року міністр оборони Німеччини Борис Пісторіус під час засідання Контактної групи з питань оборони України (UDCG) на базі «Рамштайн» заявив, що Німеччина передасть Україні додаткові 12 САУ PzH 2000. Передача відбудеться впродовж 2024-2025 років.

### Хорватія
В грудні 2014 року Хорватія уклала угоду на придбання 12 машин, які колись перебували на озброєнні Бундесверу. Вони мали надійти в двох партіях до 2016 року.
Станом на 2017 рік усі 16 САУ були отримані Збройними силами Хорватії. Із них 12 машин перебувають на озброєнні.

## Галерея

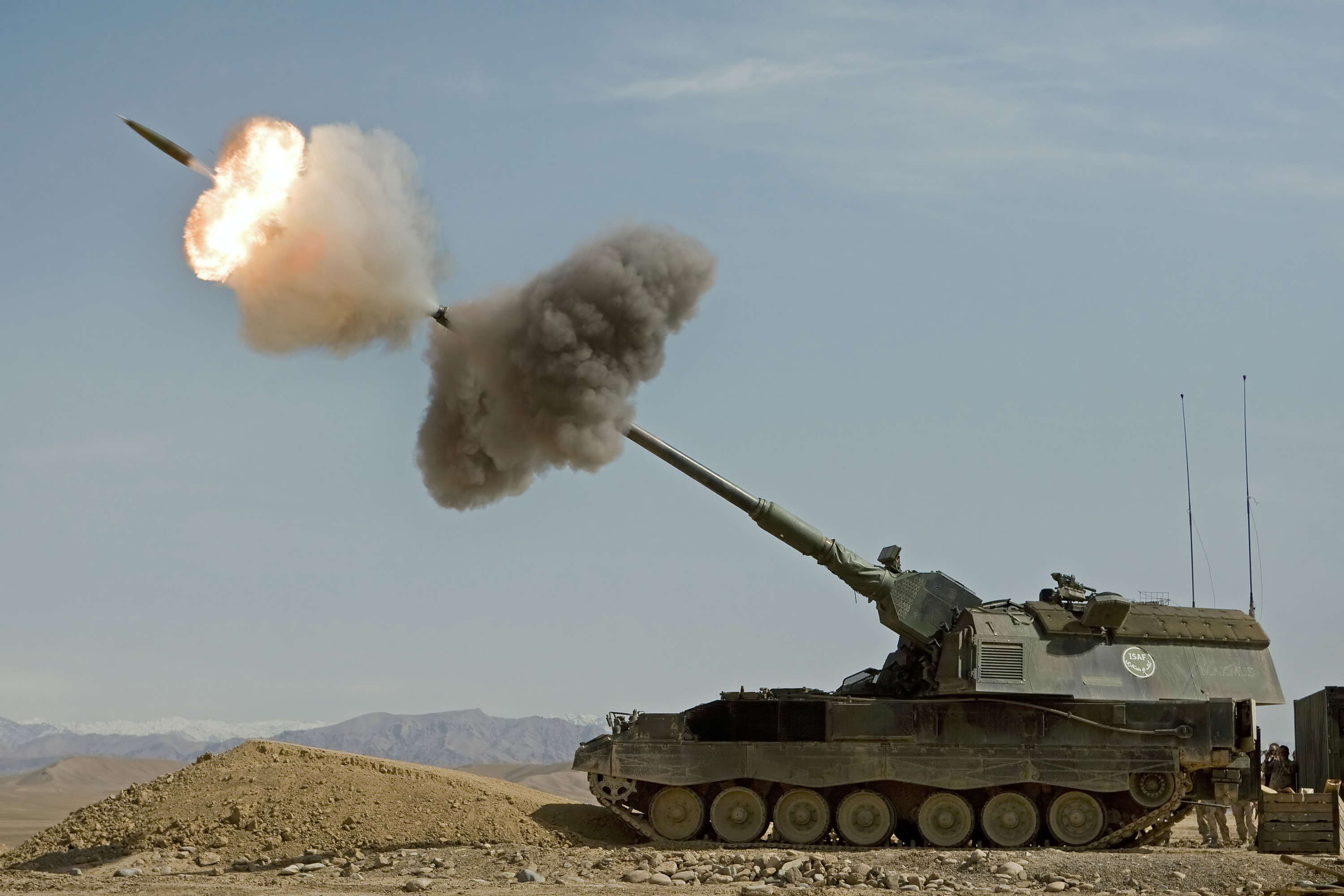
Нідерландська гаубиця веде вогонь в Афганістані
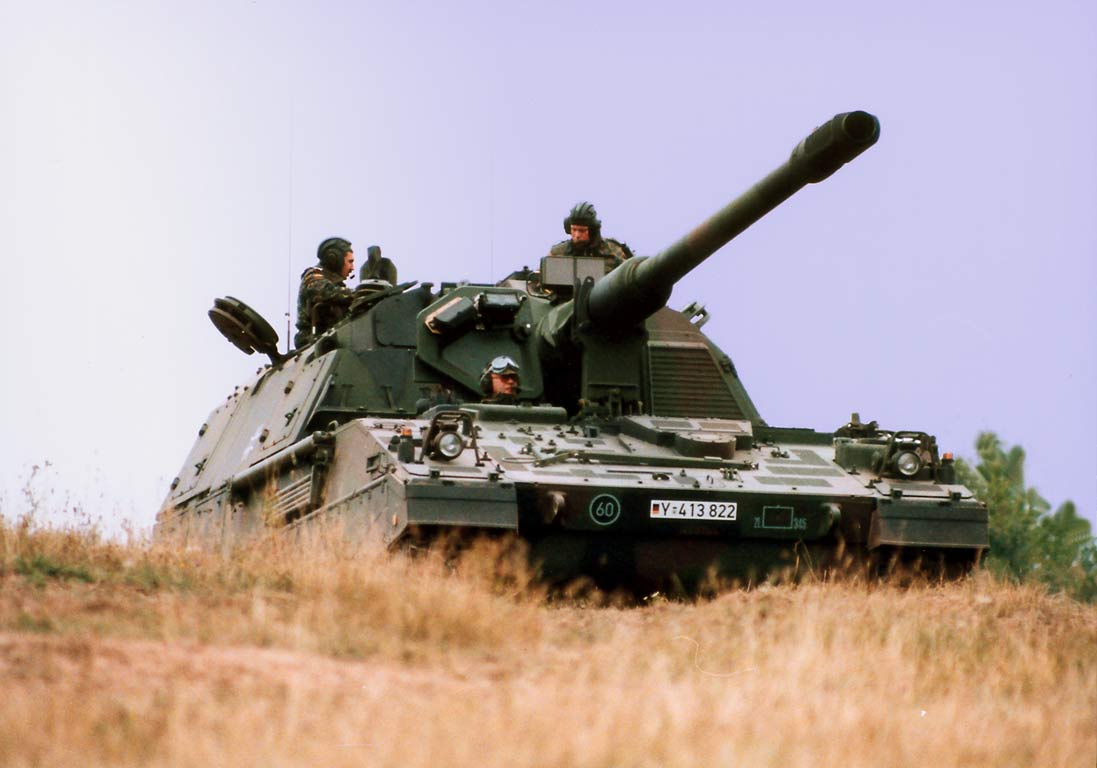
PzH 2000 Бундесвер
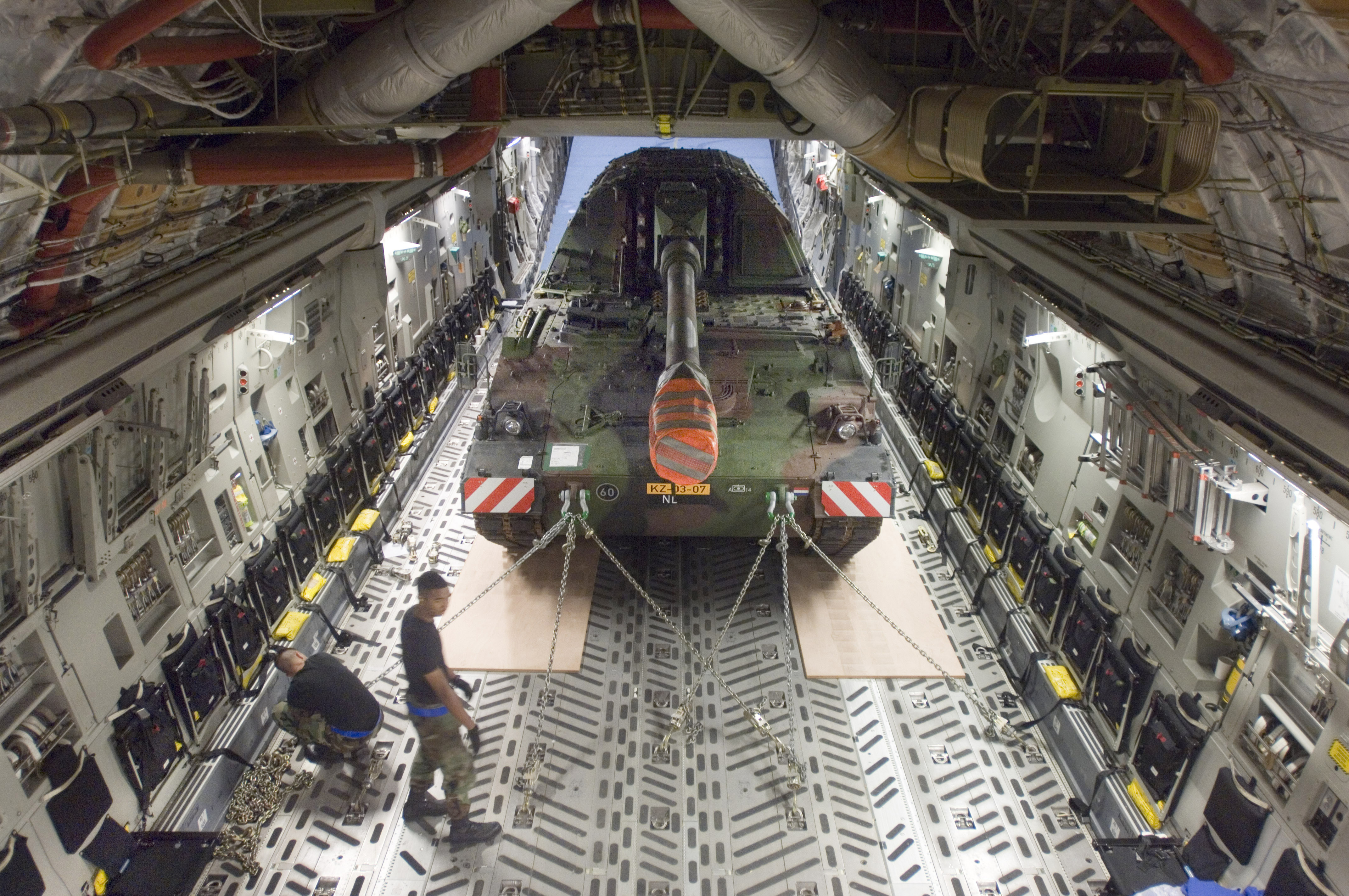
Нідерландська PzH 2000 транспортується в Афганістан.
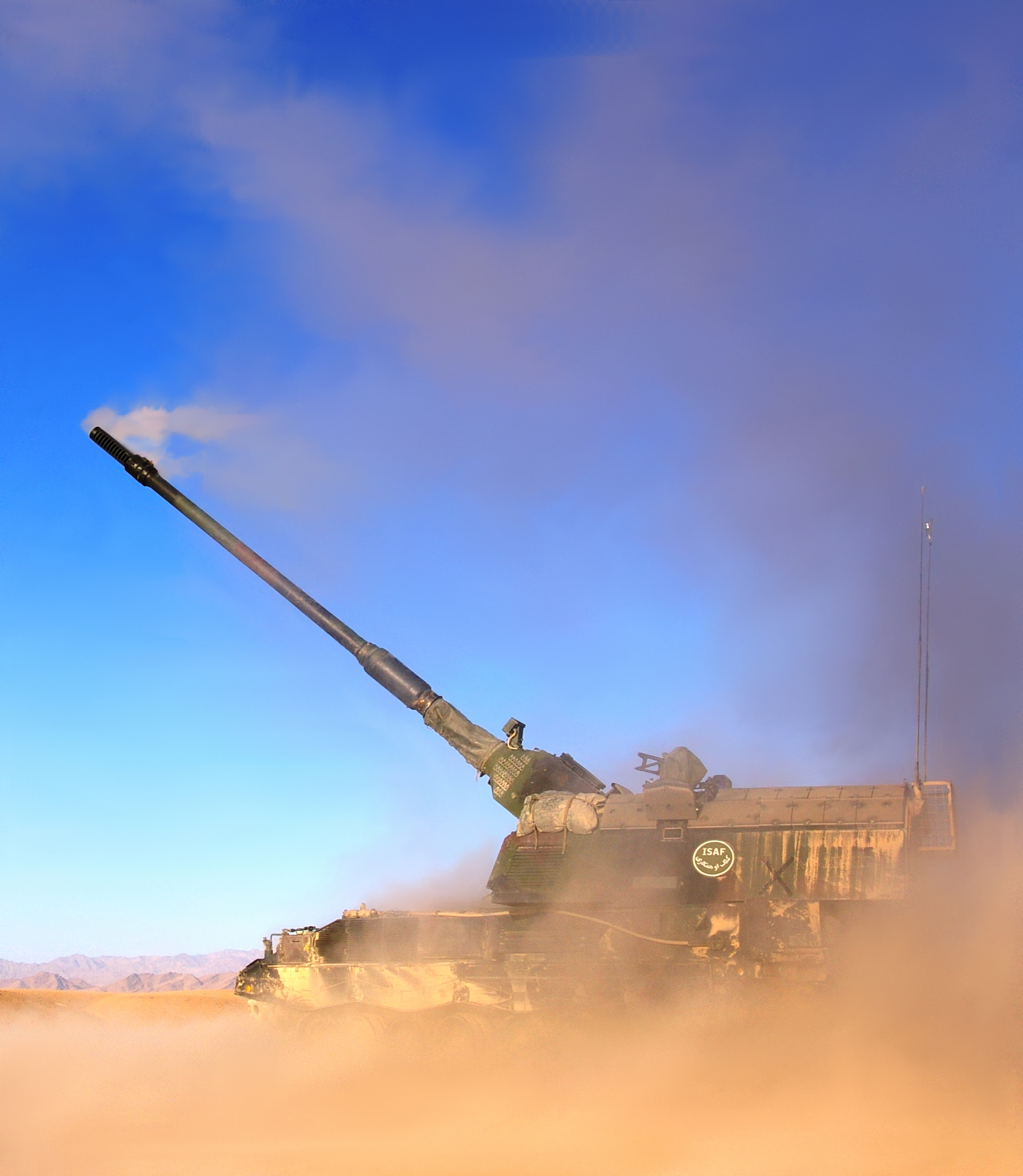
Нідерландська PzH 2000 обстрілює позиції талібів в  Чурі. 16 червня 2007 року.
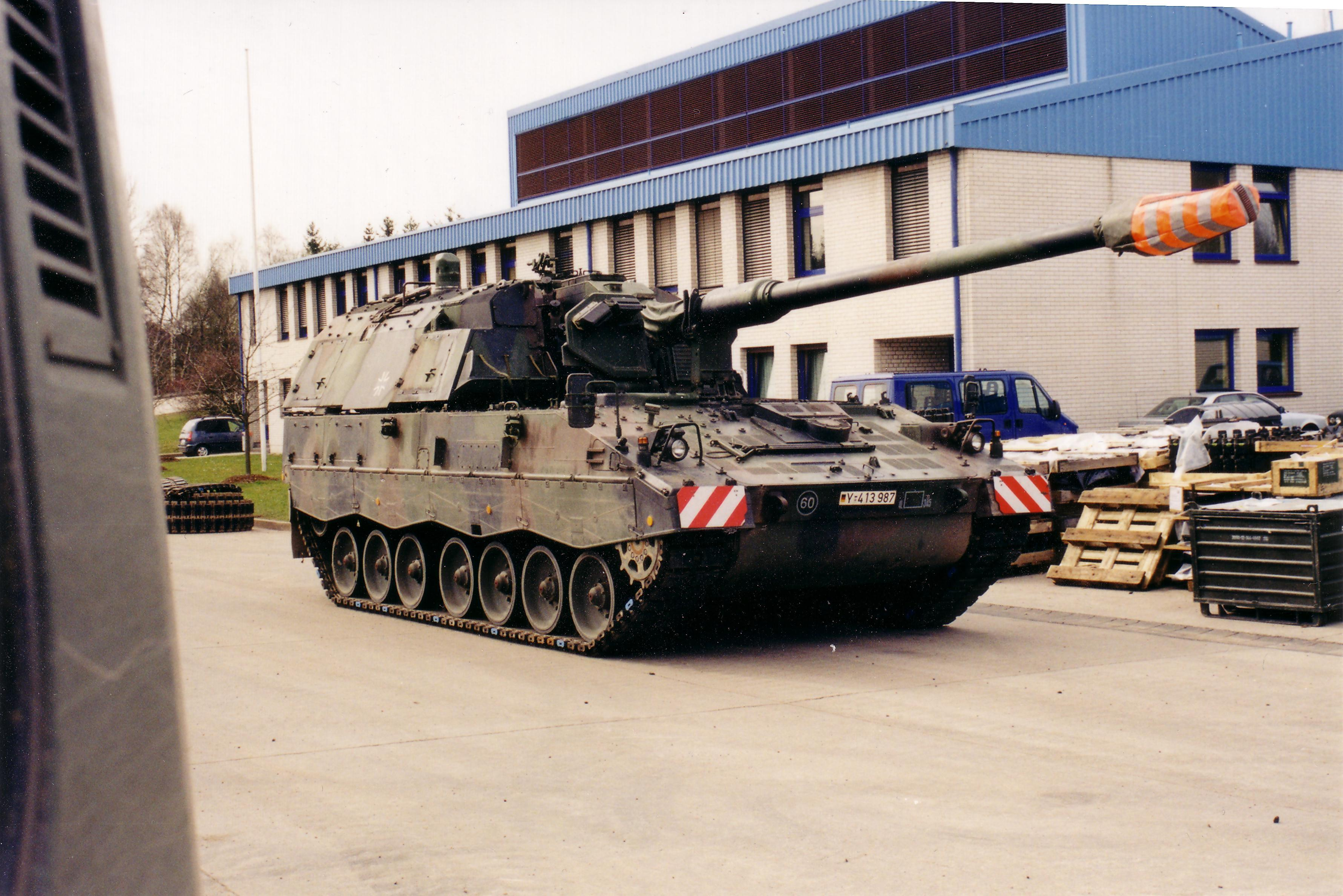
PzH 2000 в німецькій армії, що використовуються для навчання.
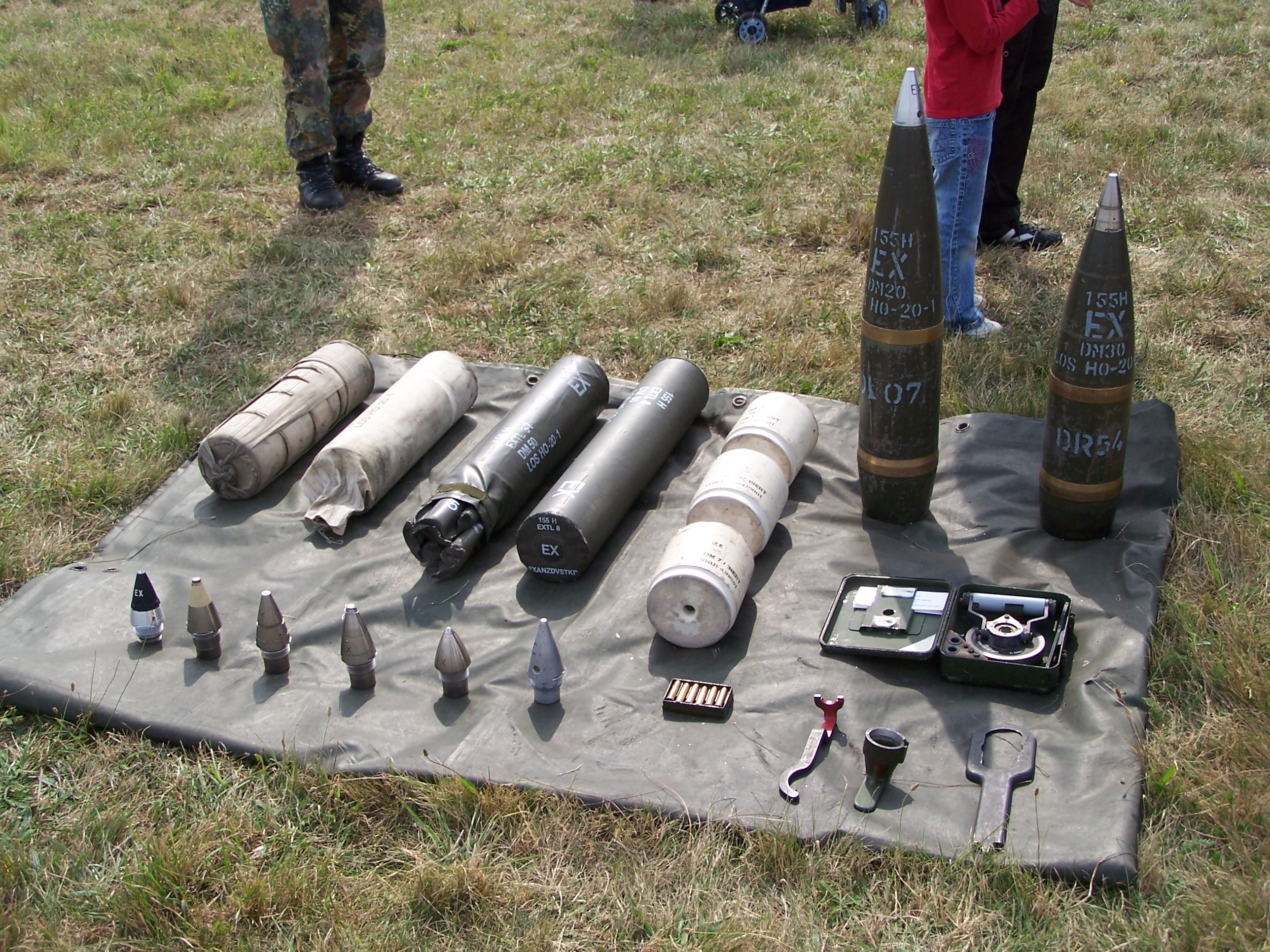
Боєприпаси